# مدفون (فلم)
مدفون (بالإنجليزية: Buried) هو فيلم إثارة تم إنتاجه في إسبانيا وصدر في سنة 2010. الفيلم من إخراج رودريجو كورتيس وكتابة كريس سبارلينج.

## بطولة
- رايان رينولدز

## القصة
بول كونروي، سائق شاحنة اميركية يعمل كمقاول في العراق في عام 2006، يستيقظ ليجد نفسه قد دفن حيا في تابوت خشبي، يجد بداخله هاتف محمول يحاول الاتصال بواسطته بالعالم الخارجي، الذي يخذله فيضطر للاعتماد على موارده.

## الميزانية والإيرادات
بلغت تكلفة إنتاج الفيلم حوالي 1,987,650 دولار بينما حقق أرباحا تقدر بـ 19,152,480 دولار.

## روابط خارجية
- مقالات تستعمل روابط فنية بلا صلة مع ويكي بيانات